# اولگا مایسوریان
اولگا مایسوریان (ارمنی: Օլգա Մայսուրյան؛ انگلیسی: Olga Maisuryan؛ ۲۱ مارس ۱۸۷۹ – ۳ اوت ۱۹۳۱) یک بازیگر اهل ارمنستان بود. وی بین سال‌های ۱۹۲۲ تا ۱۹۲۵ میلادی فعالیت می‌کرد. مایسوریان یکی از نخستین هنرپیشه‌های سینمای ارمنستان محسوب می‌شود.

## گزیده فیلمشناسی
از فیلم‌ها یا برنامه‌های تلویزیونی که وی در آن نقش داشته است می‌توان به ناموس (۱۹۲۵) اشاره کرد.